# Waldesruh (Gerolzhofen)
Die Waldesruh ist ein ehemaliges Ausflugslokal und Erholungsheim im südlichen Landkreis Schweinfurt, das heute als Klinik genutzt wird.

## Geographische Lage
Die Waldesruh befindet sich auf einer Anhöhe über der Mainebene im südlichen Landkreis Schweinfurt, auf halbem Weg zum Kamm des nördlichen Steigerwalds. Sie ist von drei Seiten von Wald umgeben. Unterhalb der Waldesruh befinden sich steil abfallenden Hänge, die mit Weinreben bewachsen sind, Äcker und Felder schließen sich an. So bietet sich nach vorn ein freier Panoramablick herab auf die Mainebene. Über unzählige Dörfer und die fränkische Kulturlandschaft hinweg kann man bis in die Rhön blicken.
Die nächsten Dörfer sind mit deutlichem Abstand Dingolshausen im Westen (unterhalb des Panoramablicks) und Mutzenroth im Süden (Waldseite). Die abgeschiedene Waldesruh ist mit dem Auto nur von Süden aus über Mutzenroth über einen einspurigen asphaltierten Flurweg erreichbar.
Die Anschrift der Waldesruh besitzt keinen Straßennamen, sondern nur den Ortshinweis „Waldesruh“ in 97447 Gerolzhofen.

## Erbauung und erste Erfolge
Im Januar 1924 erteilte der Stadtrat von Gerolzhofen dem Architekten und Jäger Johann Bachmann die Genehmigung für den Bau eines Gast- und Wohnhaus im gemeindefreien Bürgerwald Gerolzhofen/Dingolshausen. Bereits im Frühjahr 1924 wurde das Haus fertiggestellt und es folgten noch weitere Gebäude im Laufe der folgenden Jahre. Die Waldesruh entwickelte sich zeitnah zu einem beliebten Ausflugsziel für Wanderungen von Bewohnern der umliegenden Gemeinden.
Strom war erst ab 1951 durch ein Stromaggregat verfügbar, 1959 erfolgte der Anschluss der Waldesruh an das Stromnetz. In der Folge entstand dort die erste elektrisch betrieben Kegelbahn der Region. Bis in die 1950er Jahre war die Waldesruh ohne fließendes Wasser, es wurde von der ca. 1,5 Kilometer entfernten Hubertus-Quelle herangeschafft. Ab 1959 füllte die Werkfeuerwehr von Kugelfischer Wassertanks auf der Waldesruh auf. Das Wasser in den Pensionszimmern war noch rationiert. 1964 erfolgte der Anschluss an das Leitungswassernetz.

## 1933–1945
In der Zeit des Nationalsozialismus wurde die Waldesruh zu einem Lager des „freiwilligen Arbeitsdienstes“ (FAD). Viele Ausflügler kamen auch zum damals dortigen befindlichen Hitler-Denkmal. 1942 wurde die Waldesruh an den Inhaber der in Schweinfurt beheimateten Firma FAG Kugelfischer Georg Schäfer verkauft.

## Zeit nach dem Zweiten Weltkrieg
Nach dem Zweiten Weltkrieg nutzte die US-Armee die Waldesruh vorübergehend als ein Offizierskasino in der hiesigen amerikanischen Besatzungszone. Bereits 1947 wurde die Waldesruh an einen Treuhänder übergeben und öffnete 1948 wieder für den Publikumsverkehr.

## Blütezeit als Erholungsheim Waldesruh
1949 ging die Waldesruh wieder in den Besitz der Schäfers über und wurde zu einem firmeneigenen Erholungsheim für Werksangehörige umgebaut, bzw. als Wirtschafts- und Tagesbetrieb genutzt. Von 1951 bis 1991 verbuchte sie 171.000 Übernachtungen und mehr als 15.000 Gäste. Während Anfangs aktive Mitarbeiter der Firma Kugelfischer dorthin zur Erholung geschickt wurde, waren es bis zum Ende v. a. die firmeneigenen Pensionisten. Auf dem abschirmten Gelände fanden auch interne Fortbildungen und Tagungen des weltweit operierenden Konzerns FAG Kugelfischer statt.
In Folge einer existenzgefährdende Krise, die die Firma FAG Kugelfischer fast ruinierte kam es zur Einstellung des Erholungsbetriebs und schließlich des Verkaufs der Waldesruh.

## Klinik am Steigerwald
1994 erwarb die Klinik am Steigerwald GmbH & Co. KG die Waldesruh. Nach Umbau- und Renovierungsarbeiten nahm die Privatklinik 1996 ihren Betrieb auf. Die Klinik ist ein stationäres Krankenhaus mit 44 Betten und behandelt vor allem chronisch Erkrankte mit den Möglichkeiten der Chinesischen Medizin, biologischen Heilverfahren und einem schulmedizinischen Basisprogramm. Sie war damals das erste private Krankenhaus für chinesische Medizin in Deutschland. Patienten sind v. a. Menschen aus dem gesamten deutschsprachigen Raum.
Die idyllische und ruhige Lage der Waldesruh war einst auch ein Auswahlkriterium für die Standortwahl der TCM-Klinik lt. Geschäftsleitung.